# Distretto governativo di Karlsruhe
Il distretto governativo di Karlsruhe (in tedesco Regierungsbezirk Karlsruhe) è uno dei quattro distretti governativi del Land del Baden-Württemberg in Germania.

## Geografia antropica

### Suddivisioni amministrative
- 3 Regioni (Regionen)
- 7 circondari e 5 città extracircondariali
- 211 comuni, tra i quali i 5 città extracircondariali e 20 grandi città circondariali

- Regione Reno-Neckar-Odenwald (ex Basso-Neckar):

Mannheim
Heidelberg
Neckar-Odenwald
Reno-Neckar
- Regione Alto Reno centrale:

Baden-Baden
Karlsruhe
Circondario di Karlsruhe
Rastatt
- Regione Nordschwarzwald:

Pforzheim
Calw
Enz
Freudenstadt